# 용당로 (포항시)
용당로(Yongdang-ro)는 대한민국 경상북도 포항시 북구 용흥동에서 시작하여, 덕수동을 거쳐 세무서삼거리까지 연결하는 도로이다.

## 노선 경로
| 삼거리 명칭 미상 | 죽파로                         |                                         |
| 포항역앞         | 용당로91번길 죽도로 중앙상가길 |                                         |
| 전화국사거리     | 불종로                         | 청송 방향 포항 · 신영일만 · 구룡포 방향 |
| 사거리 명칭 미상 | 서동로                         |                                         |
| 사거리 명칭 미상 | 문화로                         |                                         |
| 세무서삼거리     | 중앙로                         | 영덕 방향 포항 방향                     |

## 주요 건물 및 시설
- 포항극동방송 - 경상북도 포항시 북구 용당로 164